# McIntosh megye (Észak-Dakota)
McIntosh megye az Amerikai Egyesült Államokban, azon belül Észak-Dakota államban található. Megyeszékhelye Ashley, legnagyobb városa Wishek. Lakosainak száma 2530 fő (2020. április 1.). McIntosh megye Logan, LaMoure, Dickey, McPherson, Campbell és Emmons megyékkel határos.

## Népesség
A megye népességének változása:
| Lakosok száma | 2816 | 2782 | 2765 | 2754 | 2759 | 2530 |
|               | 2010 | 2011 | 2012 | 2013 | 2015 | 2020 |